# Rock Witchu Tour
Tournées par Janet Jackson
All for You Tour
(2001-02) Number Ones: Up Close and Personal
(2011)
Le Rock Witchu Tour est une tournée de concerts de la chanteuse américaine Janet Jackson qui a eu lieu en 2008 pour la promotion de son album Discipline. La tournée s'est déroulée uniquement en Amérique du Nord (États-Unis et Canada) et comprenait un total de seize concerts. Elle a débuté le 10 septembre 2008 à Vancouver au Canada et s'est terminé le 1er novembre de la même année au Madison Square Garden de New York. Cette tournée a été la plus courte de Janet Jackson. Elle aurait rapporté environ 11,7 millions de dollars.
Comme pour ses précédentes tournées, Jackson reprend ses plus grands tubes, y incluant une revue de ses ballades Come Back to Me, Let's Wait Awhile et Again. Et pour la première fois de sa carrière, elle a interprété des chansons de ses premiers albums, Janet Jackson et Dream Street avec les titres Young Love, Say You Do et Don't Stand Another Chance.

## Liste des chansons
1. Control Medley:
  1. The Pleasure Principle
  2. Control
  3. What Have You Done for Me Lately
2. Feedback
3. You Want This
4. Alright
5. Miss You Much

- "Evil Force" (video interlude)

1. Never Letchu Go
2. Come Back to Me
3. Let's Wait Awhile
4. Again

- "Good Force" (video interlude)

1. So Excited
2. So Much Betta
3. Nasty
4. All Nite (Don't Stop)
5. Rock with U
6. Together Again
7. Pre-Control Medley: 
  1. Young Love
  2. Say You Do
  3. Don't Stand Another Chance

- "Tribal Drums" (instrumental interlude)

1. 1. Doesn't Really Matter
  2. Escapade
  3. Love Will Never Do (Without You)
  4. When I Think of You
  5. All for You
2. Got 'til It's Gone
3. Call on Me
4. That's the Way Love Goes
5. I Get Lonely

- "Evil Force" (video interlude)

1. Funny How Time Flies (When You're Having Fun)
2. Any Time, Any Place
3. Discipline

- "Band Breakdown" (instrumental interlude)

1. Black Cat
2. If
3. Rhythm Nation

- "Good vs. Evil: Battle for Janet" (video interlude)

1. Luv
2. Runaway

## Dates
| Date              | Ville           | Pays       | Lieu                       | Billets |
| ----------------- | --------------- | ---------- | -------------------------- | ------- |
| 10 septembre 2008 | Vancouver       | Canada     | General Motors Place       |         |
| 13 septembre 2008 | Oakland         | États-Unis | Oracle Arena               |         |
| 17 septembre 2008 | Los Angeles     | États-Unis | Staples Center             |         |
| 19 septembre 2008 | Las Vegas       | États-Unis | Mandalay Bay Events Center |         |
| 20 septembre 2008 | San Diego       | États-Unis | San Diego Sports Arena     |         |
| 25 septembre 2008 | Chicago         | États-Unis | Allstate Arena             |         |
| 28 septembre 2008 | Toronto         | Canada     | Air Canada Centre          |         |
| 15 octobre 2008   | Washington, DC  | États-Unis | Verizon Center             |         |
| 18 octobre 2008   | East Rutherford | États-Unis | Izod Center                |         |
| 19 octobre 2008   | Atlanta         | États-Unis | Philips Arena              |         |
| 21 octobre 2008   | Houston         | États-Unis | Toyota Center              |         |
| 22 octobre 2008   | Dallas          | États-Unis | American Airlines Center   |         |
| 24 octobre 2008   | Kansas City     | États-Unis | Sprint Center              |         |
| 25 octobre 2008   | Memphis         | États-Unis | FedEx Forum                |         |
| 26 octobre 2008   | Tulsa           | États-Unis | BOK Center                 |         |
| 28 octobre 2008   | Détroit         | États-Unis | Palace of Auburn Hills     |         |
| 1er novembre 2008 | New York        | États-Unis | Madison Square Garden      |         |